# Holy Ground
"Holy Ground" é uma canção country rock da cantora e compositora Taylor Swift, contida em seu quarto álbum de estúdio Red (2012). É a décima primeira música do álbum, e foi escrita por Taylor Swift, e produzido por Jeff Bhasker.

## Recepção da crítica
A canção foi em geral bem recebida, com alguns críticos destacando-a como uma proeminente faixa. Chris Willman do The Hollywood Reporter citou "Holy Ground", como "um dos dois ou três melhores faixas do álbum", e observou que o tambor de condução "e guitarra ritmo... agarra sua atenção a partir do versículo [a] primeira para [o] passado ".  Na revisão do Idolator's de Red,Sam Lansky chamou "Holy Ground" de "a música mais surpreendente do álbum" devido ao lirismo forte e a dinâmica de produção: "A batida tempestuosa do tambor traz uma sensação de urgência que alastrando rock suave que raramente tiveram produções. Mas as letras são clássicas de Swift, com um dístico que é brilhantemente apertado e tão óbvia que parece que deve já ter sido o gancho de mil canções pop: “Tonight I’m gonna dance for all that we’ve been through/But I don’t wanna dance if I’m not dancing with you.” " Slant Magazine elogiou que "seção de condução rítmica em "Holy Ground", reflete reminiscência de um amante que Swift "levou mais rápido do que a luz verde." e observou que, antes que "as faixas que funcionam melhor são aqueles em que a produção é criativa e contemporânea em formas que estão em serviço para a composição de Swift." 

## Posições
| Posições (2012)                               | Melhor posição |
| --------------------------------------------- | -------------- |
| Canadá (Canadian Hot 100)                     | 89             |
| US Bubbling Under Hot 100 Singles (Billboard) | 12             |
| Estados Unidos (Billboard Hot Country Songs)  | 37             |

## Ligações Externas
- Letras no site oficial de Taylor Swift